# Форд: Людина і машина
«Форд: Людина і машина» (англ. Ford: The Man and the Machine) — канадська телевізійна біографічна драма 1987 року.

## Сюжет
Біографія винахідника і підприємця, що втілив американську мрію в життя. Один з найбагатших людей у світі, Генрі Форд, розділив цю мрію із світомом, але майже зруйнував себе. Його життя і робота — це дивовижна історія п'ятдесятирічної боротьби, винаходів, конфліктів і протиріч.

## У ролях
- Кліфф Робертсон — Генрі Форд
- Хоуп Ленг — Клара Форд
- Хезер Томас — Еванджелін Кот
- Майкл Айронсайд — Гаррі Беннет
- Р.Х. Томсон — Едсель Форд
- Лінн Едамс — Елеонора
- Дамір Андрей — Хорес Додж
- Джон Бігглі — репортер
- Марко Біанко — Профспілковий активіст 3
- Ганс Богільд
- Карла Борген — Кеті
- Террі Дональд
- Брайан Дулі
- Аллан Істмен — Сем
- Деніс Форест — Генрі II
- Майрон Гелловей — голова
- Луіс Гаскон
- Девід Гоу — Профспілковий активіст 1
- А.Дж. Хендерсон
- Гаррі Гілл — Форд Батлер
- Ендрю Джонстон — завгосп
- Ніколас Кілбертус — Джейк Паттерсон
- Віктор Найт
- Геза Ковач — Спайдер Хафф
- Терренс Ла Бросс — Вілбур Крайслер
- Дональд Ламуре — начальник пожежної охорони
- Джек Лангедійк
- Ів Ланглуа — Профспілковий активіст 2
- Чес Лоутер — Коннорс
- Енн Пейдж — гравець в бридж 2
- Гарі Плекстон
- Кен Поуг
- Боб Пот
- Том Рек — Джон Додж
- Девід Рігбі — комівояжер
- Тоні Робіноу
- Лінда Рона — секретар
- Вітторіо Россі
- Роб Рой
- Пітер Рона
- Ніколас Саба
- Філіп Спенслі
- Власта Врана
- Девід Варрі-Сміт
- Кріс Віггінс
- Стефан Водославскі — Сел
- Річард Земан